# 8 mm Steyr

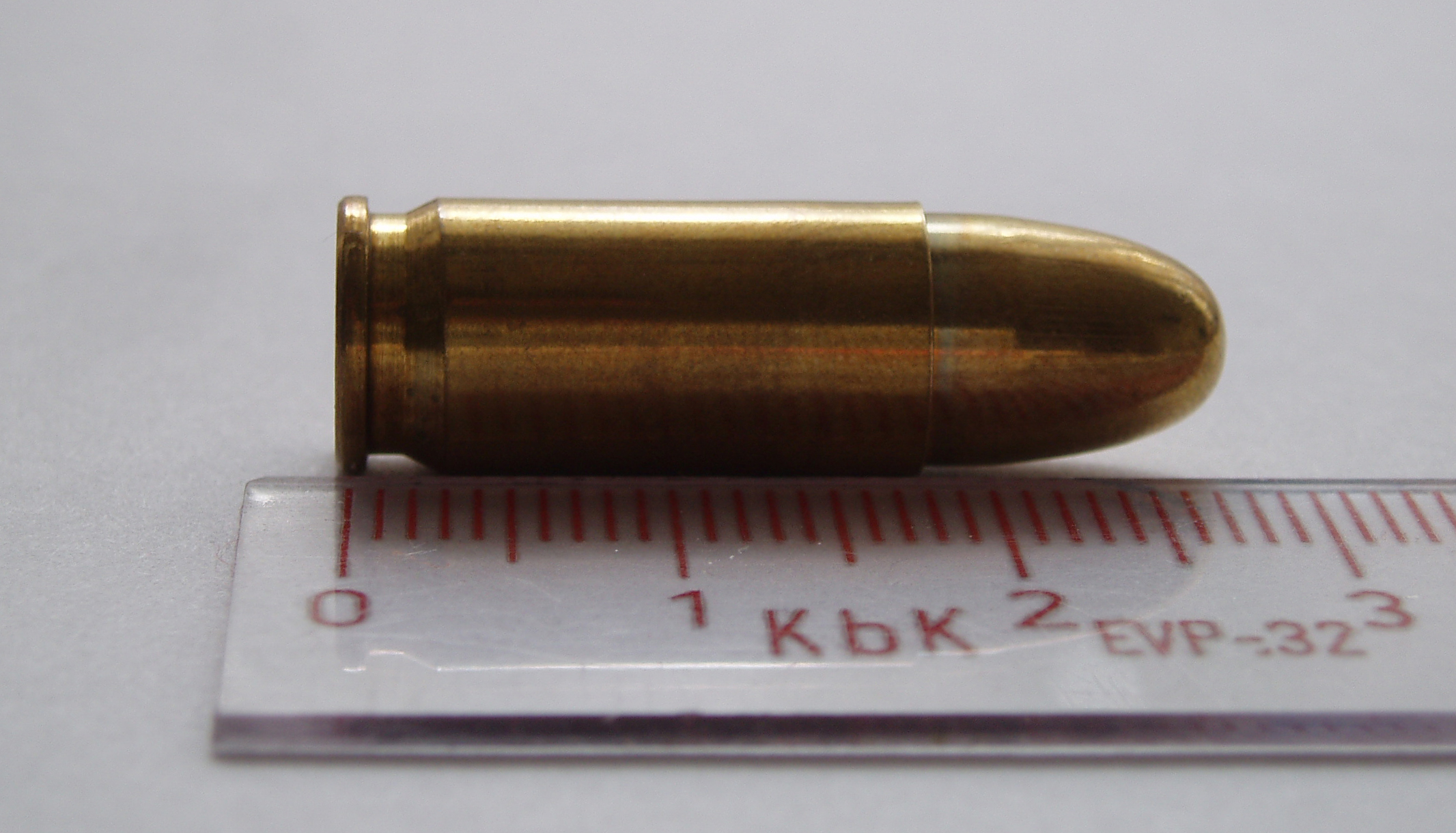
8 mm Steyr

8 mm Roth-Steyr je náboj se středovým zápalem, vyvinutý v Rakousku firmou Steyr. Byl určený pro samonabíjecí pistoli Repetierpistole M7 vyráběnou firmou Roth, která byla v roce 1907 přijata jako služební zbraň Rakousko-Uherským jezdectvem. Náboj 8 mm Steyr vyrábělo mnoho výrobců střeliva do druhé světové války, po válce náboj už skoro nikdo nenabízel. Střela je celoplášťová (FMJ) o hmotnosti 7,1 - 7,5 g. Nábojnice používá zápalku typu Berdan. Náboj byl laborován bezdýmným střelným prachem.

## Synonyma názvů
- 8×18,8 Roth m. 7
- 8,2×18,8
- 8,2×18,8 Roth
- GR 696